# سيدي سعيد حنافي
سيدي سعيد حنافي محامي جزائري من مواليد 8 يونيو 1889 وتوفي في 19 سبتمبر 1944.
محامٍ بين عامي 1916 و1943، كان أحد الشخصيات الرئيسية في إنشاء نادي شبيبة القبائل. تولى مشروع إنشاء نادي في مدينة تيزي وزو بعد اختفاء نادي سريع تيزي وزو (RCTO) وكذلك بسبب سيطرة المستوطنيين الفرنسيين عليه. في الواقع بدأ مشروع النادي الذي سيُطلق عليه اسم (Association Sportive de Kabylie)، ثم تقدم بطلب للانتماء إلى ال(FFF) في عام 1943. لكنه لم يرى النادي الذي أنشأه عمليًا بنفسه، حيث توفي سنة 1944.